# Bośnia!
Bośnia! (fr. Bosna!) – francuski film dokumentalny z 1994 roku w reżyserii Bernarda-Henriego Léviego i Alaina Ferrariego, przedstawiający wojnę bośniacko-serbską z perspektywy muzułmańskich Bośniaków.

## Produkcja i dystrybucja
Reżyser filmu Bernard-Henri Lévy był zaangażowany w konflikt w Bośni i Hercegowinie, gdzie często jeździł. Propagował bośniacką sprawę za pomocą książek, w wystąpieniach publicznych i telewizyjnych. Kolejnym etapem było stworzenie filmu dokumentującego Oblężenie Sarajewa. Zdjęciami do produkcji zajął się Pierre Boffety, za montaż odpowiadali Frédéric Lossignol i Yann Kassile, a muzykę skomponował Denis Barbier. W reżyserii współuczestniczył Alain Ferrari, a do pisania scenariusza wspólnie z Bernardem-Henrim zasiadł Gilles Hertzog. Zdjęcia do filmu rozpoczęto w 1993 roku, a premiera miała miejsce w kwietniu 1994 roku. Kampania propagandowa na rzecz Bośni, którą prowadził Bernard-Henri Lévy, doprowadziła w następnym miesiącu do wystawienia wspólnie z sympatyzującymi intelektualistami probośniackiej listy wyborczej we francuskich wyborach do Parlamentu Europejskiego.

## Głosy krytyków
Film zawiera intensywny przekaz propagandowy. Znalazł się w repertuarze sekcji Dyskretny urok propagandy – Bałkany w Ogniu w ramach na 11. edycji Międzynarodowego Festiwalu Filmowego Watch Docs (2011). Film przedstawia konflikt wyłącznie z perspektywy muzułmańskich Bośniaków. Za prezydentem Aliją Izetbegoviciem powtarzana jest teza, że Bośniacy uczestniczą w wojnie wbrew swojej woli i są jej ofiarami. Bernard-Henri Lévy nieustannie prowadzi narrację, komentując wszystkie pokazane wydarzenia. Narzuca odbiorcy swoją interpretację konfliktu. Krytykuje bierność Zachodu, a Slobodana Miloševicia nazywa Hitlerem. W jego monologu pojawiają się takie figury propagandowe jak generalizacja, nadmierne skróty myślowe czy manipulacja faktami. David Denby w recenzji w "New York Magazine" z 24 października 1994 roku zauważa również propagandową naturę dokumentu, który określa mianem fascynującego i wybitnego intelektualnie. Richard J. Golsan porównuje dzieło Leviego do filmu L'espoir nakręconego przez André Malrauxa w czasie wojny domowej w Hiszpanii.

## Nominacje
Film był nominowany do nagrody Cezara w kategorii najlepszych filmów dokumentalnych.